# Saint-Lambert (Montérégie)
Saint-Lambert – miasto w Kanadzie, w prowincji Quebec, w regionie Montérégie i MRC Longueuil. W 2002 roku zostało włączone do Longueuil, jednak w wyniku referendum z 2004 roku ostatecznie Saint-Lambert stało się ponownie niezależnym miastem. Nazwa miasta została nadana na cześć św. Lamberta z Maastricht.
Liczba mieszkańców Saint-Lambert wynosi 21 599. Język francuski jest językiem ojczystym dla 73,8%, angielski dla 15,2% mieszkańców (2006).